# Mana (album)
Pour les articles homonymes, voir Mana.
Albums de Nemesea
In Control
(2007)
Mana est le premier album du groupe hollandais de metal symphonique Nemesea, publié le 16 novembre 2004, par Sellaband.

## Liste des chansons
Toutes les chansons sont écrites et composées par Nemesea.
| No  | Titre | Durée |
| --- | --- | ----- |
| 1.  | Nemesis (intro)                                                                                               | 1:33  |
| 2.  | Threefold Law                                                                                                 | 3:44  |
| 3.  | Empress | 4:25  |
| 4.  | Angel in the Dark                                                                                             | 6:13  |
| 5.  | Mortalitas - I. "The Taker" - II. "Dies Irae" - III. "Moriendum Tibi Est" - IV. "From Beneath You It Devours" | 14:34 |
| 6.  | Lucifer | 4:16  |
| 7.  | Disclosure | 4:19  |
| 8.  | Beyond Evil                                                                                                   | 3:53  |
| 9.  | Cry | 3:01  |
| 10. | Outro (bonus)                                                                                                 | 1:28  |